# Благотворительная деятельность Русской православной церкви
В истории российской церковной благотворительности прослеживается несколько последовательных этапов, на каждом из которых её принципы и формы претерпевали существенные изменения. Митрополит Воронежский и Борисоглебский Сергий в «Кратком очерке истории социального служения Русской Православной Церкви» предложил периодизацию развития церковной благотворительной деятельности, связав эти периоды с важнейшими вехами исторического пути России.

### Церковная благотворительность в эпоху Киевской Руси
Принятие христианства святым князем Владимиром в 988 году стало началом церковной благотворительности на Руси. «Повесть временных лет» так свидетельствует о делах милосердия князя Владимира: "повелел он всякому нищему и бедному приходить на княжий двор и брать все, что надобно, питье и пищу и из казны деньги. Устроил он и такое: сказав, что «немощные и больные не могут добраться до двора моего», приказал снарядить телеги и, наложив на них хлебы, мясо, рыбу, различные плоды, мед в бочках, а в других квас, развозить по городу, спрашивая: «Где больной, нищий или кто не может ходить?». Как отмечал историк Н. М. Карамзин, «сию добродетель Владимирову приписывает Нестор действию христианского учения». Своим церковным уставом 996 года князь Владимир поручил попечение о бедных духовенству: «бабы, вдовицы, задушные человецы, прикладницы, нищие, монастыри и бани их, больницы и врачи их, пустынницы, странноприимницы, и кто святые одеяния иноческие свержет, те все по древнему уставу святых апостолов и святых отец и благочестивых православных царей святым церквам даны Патриарху, или Митрополиту, или Епископу, в коемждо пределе будут, да ведает их той и управу дает и рассуждает». Этим же уставом была определена десятина на содержание монастырей, церквей, богаделен, больниц и на прием "странных (странников) неимущих. Её составляла «десятая часть всякого суда (то есть десятая часть судебных пошлин), из торгу десятая неделя по всем городам, от всякого скота на каждый год десятая доля, и от всякого хлеба десятая доля». А. Н. Афанасьев отмечал, что раздача милостыни нищим становится неотъемлемым атрибутом жизнеописаний древнерусских князей, в летописях содержатся как необходимый компонент формулы наподобие: « <князь> милостив же бяше паче меры убогим». Благотворительная деятельность великих князей всегда шла в унисон с церковной филантропией, часто служила для неё источником материальных средств. Так, после смерти князя Святополка в 1141 году, его жена раздала богатство духовенству, монастырям и убогим «яко дивится всем человеком, яко такоя милости никто же может створити». А в 1187 году князь Ярослав Галицкий созвал перед смертью свою челядь, духовенство и нищих, просил перед всеми прощения и три дня раздавал свое имущество. В механизме помощи бедным монастыри выполняли роль посредников.

#### Церковная благотворительность в эпоху Московской Руси
В царствование Феодора Алексеевича (1676—1682 гг.) в монастырские обязанности вменялась повинность собирать в Москве увечных людей для призрения, отличая их от т. н. «профессиональных нищих».
После революций 1917 года, Церковь пыталась продолжать дело благотворительности. Во время голода в Поволжье в нач. 20-х гг. св. Патриарх Тихон учредил Всероссийскую церковную комиссию для оказания помощи голодающим. Однако, в 1928 г. церковная благотворительность была запрещена (запрет был подтвержден в 1961 и 1967).
С начала 90-х годов XX века церковная благотворительность начала возрождаться. Первые шаги на ниве диаконического служения связаны с деятельностью Синодального отдела по церковной благотворительности и социальному служению Московского Патриархата, образованного в январе 1991 года в соответствии с определением Святейшего Патриарха и Священного Синода Русской Православной Церкви. Кроме того, многие дела милосердия и благотворительности осуществляются на уровне епархий, монастырей, приходов, братств и сестричеств.

### Текущее положение
В январе 2020 года в России сегодня насчитывается более 4500 церковных социальных учреждений, проектов и инициатив в Русской Православной Церкви. Из них:
- свыше 300 сестричеств милосердия;
- 74 приюта для беременных женщин и матерей с детьми;
- 209 центров гуманитарной помощи;
- более 60 богаделен;
- более 400 проектов помощи инвалидам;
- в 75 православных храмах в 45 митрополиях ведется работа с глухими и слабослышащими людьми;
- более 300 церковных центров помощи наркозависимым, в том числе 61 реабилитационный центр для наркозависимых, 17 центров ресоциализации, 61 консультационный пункт, 12 амбулаторных программ и 5 мотивационных центров, 69 групп поддержки зависимых;
- более 500 православных организаций, которые помогают алкозависимым и их родственникам, в том числе более 60 реабилитационных центров и более 300 обществ, братств и групп трезвости.
- более 90 православных приютов для бездомных и 13 автобусов милосердия.